# پیتر نون
پیتر نون (انگلیسی: Peter Noone؛ زادهٔ ۵ نوامبر ۱۹۴۷) موسیقی‌دان، خواننده-ترانه‌پرداز، گیتارنواز، نوازنده پیانو، هنرپیشه اهل بریتانیا است. وی از سال ۱۹۶۲ میلادی تاکنون مشغول فعالیت بوده‌است.